# 蘇希尼 (博霍杜希夫區)
50°3′53″N 35°36′22″E / 50.06472°N 35.60611°E
蘇希尼（烏克蘭語：Сухини）是位於烏克蘭東部的村莊，由哈爾科夫州博霍杜希夫區的博霍杜希夫市鎮負責管轄。該村始建於1887年，面積1.36平方公里，海拔高度168米，2001年人口248，人口密度每平方公里182人。